# روبرت تالبوت (ملحن)
روبرت تالبوت هو موزع وملحن كندي، ولد في 2 ديسمبر 1893 في مونتماغني في كندا، وتوفي في 24 أغسطس 1954 في مدينة كيبك في كندا.

## وصلات خارجية
- روبرت تالبوت على موقع ميوزك برينز (الإنجليزية)